# コアラのマーチ
コアラのマーチは、日本のロッテが1984年3月より発売しているチョコレート菓子。六角柱の箱にビスケットが約30個入っており、そのビスケットにはコアラの絵がカラメルで印刷され、中にチョコレートが注入されている。ロッテのロングセラー商品の1つで、日本の他に10の国と地域で発売されている。

## 概要
1984年、オーストラリアからコアラが贈られコアラブームに沸いていた日本で発売され、後にアメリカ、中国、台湾、シンガポール、サウジアラビアなどでも発売された。なお、明治製菓は、この製品の発売より前の1979年に日本でこんにちはパンダというパンダの絵柄があしらわれた同様の製品を発売しており、森永製菓は1983年にミッキーマウスの絵柄があしらわれた同様の製品のパックンチョを発売しているので、大手製菓会社では一番最後に発売された製品である。
商品名に「マーチ」が入っているように当初は12種類でマーチングバンドをイメージしたものであった（楽器を持っている）が、それ以外の絵柄が非常に多く増えていき、2014年2月現在、男の子の「マーチくん」と女の子の「ワルツちゃん」を代表に「友コアラ」が500種類ある。中にはシリーズ化されているものもある（フィギュアスケート・ダイエット等）。不定期でコアラの絵柄の見直しが行われており、例えば、2021年度では6種類の新規絵柄が加わった代わりに7種類の絵柄が廃止となっている。

## 歴史
1984年3月、発売開始。
1992年、チョコ以外では初となる「いちご」を発売、2001年の「マロン」を皮切りに、季節限定の商品（例：冬の - ）を年3回、催事企画の商品（例：ひなまつり）を年5回発売している。
2003年にライセンス取得のため「まゆ毛コアラ」「盲腸コアラ」「鼻血コアラ」は正式名になった。「まゆ毛コアラ」とは、1990年代、女子高校生の間でまゆげのあるコアラを見つけると幸せになる」とされたものである。転んで傷跡があるコアラが「盲腸コアラ」と呼ばれるようになった。「鼻血コアラ」とは、本来は口をすぼめている絵柄が勘違いされたものであった。
2004年、グループ会社であるロッテリアではコアラのマーチを使ったシェーキを販売した。また、4店舗でマーチルームが設けられた。
2005年に千葉ロッテマリーンズの日本一を記念して、パッケージデザインをユニフォーム“戦”にし日本シリーズ優勝エンブレムと背番号26、マスコット「チャンスくん」の顔、バレンタイン監督の写真を入れた限定版を発売。翌年も「応援ありがとうございました」と書かれた限定版が発売された。
2009年6月1日より「マーチくんのひとこと日記」がスタート。2012年6月からは公式Facebookに日記を移行した。
2010年にオープンしたロッテシティホテル錦糸町には「コアラのマーチルーム」が2部屋用意されており、後にいちご味をイメージしたワルツちゃんルームが1室増室された。また、7月より「全絵柄を発見しよう！400匹コレクション」がスタート。400匹になったコアラの絵柄を皆で投稿できる。
2010年8月、イトーヨーカドー・エスパとの共同企画、「コアラのマーチ総選挙」が行われた。これまでに生まれた400種類の絵柄のうち、もっとも人気のあるコアラを投票で決めようという企画であり、トロフィーコアラが1位となった。また、保存期間5年間でヘルメットを被ったコアラが描かれた缶入りの、防災保存食版が発売された。
2022年7月から2023年1月まで、ブシロードのアプリゲーム『バンドリ! ガールズバンドパーティ!』とのコラボレーション商品「ガルパのマーチ」が、自社のオンラインショップ限定で販売された。

## リコール問題
2008年9月、中国汚染ミルク問題に関連して、マカオ保健省は製品中のメラミン濃度が安全なレベルを超えていると発表し、マカオと香港ではリコールが行われた。これにより大手スーパーでは同製品が速やかに予防撤去された。

## 関連書籍
- わかって食べるコアラのマーチ（コアラのマーチ研究会編、ホーム社）
- コアラのマーチ HAPPY BOOK（コアラのマーチPTA編、主婦と生活社）
- コアラのマーチ 435種類の仲間たち（e-MOOK宝島社ブランドムック）
- コアラのマーチくん ふしぎなマジカルコアラ（柴野理奈子著、アヤオ画、集英社みらい文庫）

## パロディ
- 「コブタのマーチ」- ヤッターマン
- 「おばけのマーチ」- ヤマトナデシコ七変化♥
- 「チョコビ」 - クレヨンしんちゃん
- 「はやぶさのマーチ」- 新幹線変形ロボ シンカリオンシリーズ

## その他
- バラエティ番組シルシルミシルでは、番組オリジナルコアラのマーチ（上田コアラ、有田コアラ、いとうコアラ）を作ったが、愛されないという理由で商品化はされなかった。
- 2005年1月1日放送の『トリビアの泉スペシャル』のトリビアの種のコーナーにおいて、「本場一流のパティシエが日本で市販されている甘いお菓子を食べたとき一番美味しいと思うのは」という企画で、放送時点で20年以上市販されている甘いお菓子10個（きのこの山、カプリコ、コアラのマーチ、チョコボール、ビスコ、キャラメルコーン、ポポロン、がんばれチョコバットくん、かりんとう、雪見だいふく）の中からいずれもフランスの弱冠23歳の五ツ星ホテルのチーフ、1730年創業でフランスで最も歴史ある菓子店パティシエ、ムッシュ・ショコラと呼ばれる欧州チョコレート大賞受賞者の3人により、本商品が選ばれた[10]。
- 売り上げの一部はオーストラリアのコアラ基金に寄付している。
- CMの最後に使われるサウンドロゴ（「♪ロッテコアラのマーチ」）は、2014年10月よりロッテ狭山工場に近い西武新宿線・新狭山駅の発車メロディとして使用されている。
- 漫画『クレヨンしんちゃん』に登場する架空のお菓子であるチョコビは本品がモチーフとなっており、また連載初期にはコアラのマーチが野原しんのすけの好物として度々登場している。
- ロッテリアの3店舗限定（東京・中野サンモール店、北海道・イオンモール釧路昭和FS店、大分・パークプレイス大分店）で、「コアラのマーチ焼」が販売されている[11]。コアラの顔の形をした大判焼きのようなもので、コアラのマーチのコラボ商品として2017年1月23日より東京・中野サンモール店で販売を開始し[12][13]、同店舗には「コアラのマーチ 発祥の地」と記されている[14]。2022年4月27日からパンケーキ生地にリニューアルし、ガーナミルクチョコレート、カスタードクリーム、生地のみのパンケーキの3種類が売られている[11][15]。リニューアル以前は、あずき[12]やココア生地の黒いコアラのマーチ焼[16]があったほか、期間限定メニューとしてアイスプレートもあった[17]。ロッテリアがロッテグループからゼンショーホールディングス傘下に入った2024年現在も販売を継続している[14]。また、同店舗ではシェーキにコアラのマーチを入れたコアラのマーチシェーキも販売している[14][17]。
- 2020年1月30日にバーチャルYouTuber・おめがシスターズとのコラボ商品『おめがのマーチ』がネット予約販売、1,000セット限定で即日完売[18][19]。